# Saint-Romain-de-Monpazier
Saint-Romain-de-Monpazier é uma comuna francesa na região administrativa da Nova Aquitânia, no departamento Dordonha. Estende-se por uma área de 7,8 km². Em 2010 a comuna tinha 116 habitantes (densidade: 14,9 hab./km²).